# Diaphus pallidus
Diaphus pallidus är en fiskart som beskrevs av Gjøsaeter, 1989. Diaphus pallidus ingår i släktet Diaphus och familjen prickfiskar. Inga underarter finns listade i Catalogue of Life.